# 第93回天皇杯・第84回皇后杯 全日本バスケットボール選手権大会
第93回天皇杯・第84回皇后杯 全日本バスケットボール選手権大会（だい93かいてんのうはい・だい84かいこうごうはい ぜんにほんバスケットボールせんしゅけんたいかい）は、2017年6月から2018年1月にかけて開催された天皇杯・皇后杯全日本バスケットボール選手権大会である。

## 概要
前回大会まで「天皇杯・皇后杯 全日本総合バスケットボール選手権大会」として開催されていた大会名が、今回より「天皇杯・皇后杯 全日本バスケットボール選手権大会」と改められた。大会フォーマットも大会価値の向上を目的に改められ、従来はトップリーグ、大学、社会人、高校の各カテゴリ上位チームおよび地方ブロックの代表が出場して年始に東京都で開催されていたが、今大会より都道府県代表を決定する大会から1次ラウンドとして大会に組み込まれ、高校以上のすべてのカテゴリのチームが1次ラウンドから出場する一貫としたトーナメント制の大会となる（B2所属クラブは2次ラウンドから、B1所属クラブとWリーグチームは3次ラウンドから出場。）。大会期間も1次ラウンドからファイナルラウンド（4次ラウンド）まで約6か月となり、国内最大のバスケットボールトーナメントとなった。準々決勝から決勝戦（4次ラウンド）はさいたまスーパーアリーナで開催される。
- 主催 - 日本バスケットボール協会
- 共催 - 共同通信社
- 1次・2次ラウンド主管 - 都道府県バスケットボール協会
- 3次ラウンド主管 - 都道府県バスケットボール協会またはBリーグクラブ
- 4次ラウンド主管 - 日本バスケットボール協会
- 協賛 富士通、朝日新聞社

### 1次ラウンド
- 日程 - 8月末までに都道府県代表を決定する。
- 会場 - 各都道府県
- 参加チーム - 当該都道府県にチーム登録されている以下のチーム
  - 男子 - B3クラブ、実業団、クラブ、教員、大学、高校、高専、専門学校、その他（一般）
  - 女子 - 実業団、クラブ、教員、大学、高校、高専、家庭婦人、専門学校、その他（一般）

### 2次ラウンド
- 日程 - 9月16日から9月18日
- 会場
  - 東日本エリア - 湿原の風アリーナ釧路（北海道釧路市）
  - 中日本エリア - 黒部市総合体育センター（富山県黒部市）
  - 西日本エリア - ダイハツ九州アリーナ（大分県中津市）
- 参加チーム - 男子は下記に加えてB2クラブが参加
  - 東日本エリア - 北海道から山梨県までの代表
  - 中日本エリア - 長野県から和歌山県までの代表
  - 西日本エリア - 鳥取県から沖縄県までの代表

### 3次ラウンド
- 日程 - 11月25日、26日
- 会場
  - 盛岡タカヤアリーナ（岩手県盛岡市）
  - 栃木県⽴県北体育館（栃木県大田原市）
  - トッケイセキュリティ平塚総合体育館（神奈川県平塚市）
  - 新潟市東総合スポーツセンター（新潟県新潟市）
  - 島津アリーナ京都（京都府京都市）
  - 堺市⾦岡公園体育館（大阪府堺市）
  - 今治市営中央体育館（愛媛県今治市）
  - 熊本県⽴総合体育館（熊本県熊本市）
- 参加チーム
  - 男子 - 2次ラウンド勝利チーム（13チーム）とB1クラブ全チーム
  - 女子 - 2次ラウンド勝利チーム（15チーム）とWリーグ全チーム

### 4次ラウンド
- 日程 - 2018年1月4日から7日
- 会場 - さいたまスーパーアリーナ
- 参加チーム - 男女ベスト8チーム

## 試合結果

### 男子

#### 1次ラウンド
- 都道府県代表決定戦[3]

| 都道府県 | 東日本エリア                                            |
| -------- | ------------------------------------------------------- |
| 北海道   | 宮田自動車 84-83 東海大付属札幌高                       |
| 青森県   | 青森大学 80-78 田舎館クラブ                             |
| 岩手県   | 岩手大学 77-75 ST-IWATE                                 |
| 宮城県   | 東北学院大学 73 - 72 仙台大学                           |
| 秋田県   | JR東日本秋田 118-54 三種体協琴丘                        |
| 山形県   | YAMAGATA KUBERA 92 - 76 羽黒高校                        |
| 福島県   | 福島教員A 116-88 FLASH(月)                              |
| 茨城県   | 筑波大学 89-74 日立金属ブルドックス                     |
| 栃木県   | 白鷗大学 92 - 54 白鷗大学B                              |
| 群馬県   | ROYALAS 74-68 ALSOK GUNMACLUB                           |
| 埼玉県   | 埼玉ブロンコス 107-76 曙ブレーキ工業                    |
| 千葉県   | 鎌ケ谷クラブ 71 - 30 千葉教員                           |
| 東京都   | 大塚商会アルファーズ 99-71 黒田電気ブリット・スピリッツ |
| 神奈川県 | 神奈川大学 74 - 65 東海大学                             |
| 山梨県   | 日本航空高校 90-73 山梨学院大学                         |

| 都道府県 | 中日本エリア                                                           |
| -------- | ---------------------------------------------------------------------- |
| 長野県   | ANTELOPES 85 - 80 長野吉田クラブ                                       |
| 新潟県   | 新潟経営大学 86 - 59 新潟教員                                          |
| 富山県   | 富山大学 94 - 62 ブラックベアーズ                                      |
| 石川県   | 石川ブルースパークス 91 - 61 小松クラブ                                |
| 福井県   | DRC 72 - 64 北陸高校                                                   |
| 岐阜県   | GIFU SWOOPS 98-53 中部学院大学                                         |
| 静岡県   | HAMASHO CLUB NAVIO 86-70 イカイ レッドチンプス                         |
| 愛知県   | アイシン・エィ・ダブリュ アレイオンズ安城 72-63 豊田合成スコーピオンズ |
| 三重県   | 055 97-57 四日市工業高校                                               |
| 滋賀県   | 立命館大学 78 - 65 滋賀教員                                            |
| 京都府   | 京都産業大学 82-57 同志社大学                                          |
| 大阪府   | Black Jack 81-69 Fantasista                                            |
| 兵庫県   | 信和建設 89-77 流通科学大学                                            |
| 奈良県   | 天理大学 58 - 56 BLACK PENGUINS                                        |
| 和歌山県 | D-ride 77 - 63 和歌山大学                                              |

| 都道府県 | 西日本エリア                              |
| -------- | ----------------------------------------- |
| 鳥取県   | Triple Double Tottori 68-53 T・W・B       |
| 島根県   | HOKURYO-CLUB 79-70 TOTAL-CLUB             |
| 岡山県   | ファイサンズ岡山 84-64 ナカシマ           |
| 広島県   | BEANS 78-68 JFEスチール福山               |
| 山口県   | 山口教員団 77-63 宇部レジェンド           |
| 徳島県   | 徳島クラブ 65 - 45 勝浦体協A              |
| 香川県   | 四国電力 82 - 75 クリッパークラブ         |
| 愛媛県   | 東レ愛媛 87 - 80 愛媛教員クラブ           |
| 高知県   | UNITE 73-65 高知中央高校                  |
| 福岡県   | 福岡第一高校 71-67 九州電力アーティサンズ |
| 佐賀県   | SPOTTY CROWS 87 - 63 佐賀教友クラブ       |
| 長崎県   | 浦上自動車学校 81 - 73 諫早クラブ         |
| 熊本県   | 東海大九州 122-70 KINGS                   |
| 大分県   | O.C.S 66-46 大分舞鶴高校                  |
| 宮崎県   | 延岡学園高校 74 - 67 鰻楽クラブ           |
| 鹿児島県 | 鹿児島レブナイズ 94-49 鹿児島教員クラブ   |
| 沖縄県   | 興南高校 82 - 54 ワンハート               |

#### 2次ラウンド
東日本エリア2回戦
- ROYALS 85-79 日本航空高校
- 白鷗大学 120-62 青森大学
- 埼玉ブロンコス 116-75 鎌ヶ谷クラブ

- 岩手大学 69-90 宮田自動車
- JR東日本秋田 89-76 東北学院大学

東日本エリア3回戦
- ROYALS 40-103 山形ワイヴァンズ
- 白鷗大学 73-76 青森ワッツ
- 筑波大学 55-96 岩手ビッグブルズ
- 埼玉 80-85 福島ファイヤーボンズ

- YAMAGATAKUBERA 78-98 福島教員A
- 宮田自動車 58-106 仙台89ERS
- 神奈川大学 87-95 大塚商会
- JR東日本秋田 57-93 秋田ノーザンハピネッツ

東日本エリア4回戦
- 山形 81-62 青森
- 岩手 62-80 福島
- 福島教員A 74-99 仙台
- 大塚商会 57-106 秋田

中日本エリア2回戦
- アイシンAW 93-85 Black Jack
- 新潟経営大学 77-66 DARK RED CRABS
- D-ride 68-99 信和建設

- 京都産業大学 70-63 立命館大学
- 055 73-61 天理大学

中日本エリア3回戦
- アイシンAW 56-75 信州ブレイブウォリアーズ
- 新潟経営大学 44-109 アースフレンズ東京Z
- ANTELOPES 65-103 金沢武士団
- 信和建設 60-97 茨城ロボッツ

- HAMASHO CLUB NAVIO 75-79 石川ブルースパークス
- 京都産業大学 64-111 群馬クレインサンダーズ
- 富山大学 60-91 GIFU SWOOPS
- 055 50-111 Fイーグルス名古屋

中日本エリア4回戦
- 信州 72-65 東京Z
- 金沢 81-82 茨城
- 石川 60-86 群馬
- GIFU SWOOPS 57-83 F名古屋

西日本エリア2回戦
- BEANS 76-71 興南高校
- SPOTTY CROWS 83-73 徳島クラブ
- O.C.S 51-80 四国電力

西日本エリア3回戦
- 東レ愛媛 80-76 浦上自動車学校
- HOKURYO‐CLUB 72-97 バンビシャス奈良
- 東海大九州 65-116 ライジングゼファーフクオカ
- 山口教員団 37-84 香川ファイブアローズ
- UNITE 0-20 福岡第一高校[4]

- BEANS 49-110 広島ドラゴンフライズ
- 鹿児島 113-65 Triple Double Tottori
- SPOTTY CROWS 53-128 熊本ヴォルターズ
- ファイサンズ岡山 80-90 延岡学園高校
- 四国電力 42-84 愛媛オレンジバイキングス

西日本エリア4回戦
- 東レ愛媛 65-82 奈良
- フクオカ 75-65 香川
- 福岡第一高校 69-89 広島
- 鹿児島 81-89 熊本
- 延岡学園高校 53-82 愛媛

#### 3次ラウンド
5回戦
- 仙台 76-110 横浜ビー・コルセアーズ
- フクオカ 76-70 大阪エヴェッサ
- 奈良 52-77 琉球ゴールデンキングス
- 島根スサノオマジック 63-71 京都ハンナリーズ
- F名古屋 71-84 アルバルク東京
- 広島 59-68 レバンガ北海道
- 熊本 66-90 シーホース三河

- 福島 61-89 滋賀レイクスターズ
- 山形 74-97 栃木ブレックス
- 西宮ストークス 65-59 名古屋ダイヤモンドドルフィンズ
- 愛媛 90-85 三遠ネオフェニックス
- 信州 72-92 新潟アルビレックスBB
- 茨城 75-74 サンロッカーズ渋谷
- 秋田 85-83 富山グラウジーズ
- 群馬 51-102 川崎ブレイブサンダース

6回戦
- 横浜 70-89 千葉ジェッツ
- フクオカ 55-71 琉球
- 京都 70-66 A東京
- 北海道 67-85 三河

- 滋賀 57-58 栃木
- 西宮 82-65 愛媛
- 新潟 75-70 茨城
- 秋田 67-84 川崎

#### 4次ラウンド
準々決勝
| 1月4日 12：00 |

|  |

| 西宮 72, 京都 95 |

| 1月4日 14：00 |

|  |

| 栃木 71, 千葉 76 |

| 1月4日 16：00 |

|  |

| 新潟 72, 三河 96 |

| 1月4日 18：00 |

|  |

| 川崎 81, 琉球 61 |

準決勝
| 1月6日 16：00 |

|  |

| 京都 63, 千葉 100 |

| 1月6日 18：00 |

|  |

| 三河 87, 川崎 68 |

決勝
| 1月7日 14：07 |

|  |

| 千葉 89, 三河 75 |

### 女子

#### 1次ラウンド
- 都道府県代表決定戦

| 都道府県 | 東日本エリア                                         |
| -------- | ---------------------------------------------------- |
| 北海道   | 北翔大学 75 - 71 アカシヤクラブ                      |
| 青森県   | A-Bits ブルー・ガディス 68 - 67 八戸学院光星高等学校 |
| 岩手県   | 岩手大学 79 - 51 富士大学                            |
| 宮城県   | 仙台大学 66 - 63 東北学院大学                        |
| 秋田県   | 秋田銀行 84 - 69 プレステージ                        |
| 山形県   | 山形銀行 97 - 55 山形大学                            |
| 福島県   | 福島大学 79 - 78 県立郡山商業高校                    |
| 茨城県   | 筑波大学 131 - 60 茨城大学                           |
| 栃木県   | 白鷗大学 136 - 55 白鷗大学足利高校                   |
| 群馬県   | 富士スバル 77 - 64 桐生市立商業高等学校              |
| 埼玉県   | 埼玉栄高校 131 - 60 大東文化大学                     |
| 千葉県   | QUEEN BEE 89 - 62 千葉女子教員                       |
| 東京都   | 東京医療保健大学 77 - 64 早稲田大学                  |
| 神奈川県 | 松蔭大学 77 - 62 桐蔭横浜大学                        |
| 山梨県   | 山梨学院大学 96 - 52 鶴友クラブ                      |

| 都道府県 | 中日本エリア                             |
| -------- | ---------------------------------------- |
| 長野県   | 長野大学 82 - 78 フカガワ                |
| 新潟県   | 新潟医療福祉大学 78 - 58 新潟経営大学    |
| 富山県   | Rm. 73 - 68 龍谷富山高校                 |
| 石川県   | 北陸大学 71 - 59 石川教員                |
| 福井県   | niko 102 - 71 足羽高校                   |
| 岐阜県   | 岐阜女子高等学校 106 - 57 中部学院大学   |
| 静岡県   | 浜松開誠館高等学校 57 - 36 IKAI FLORA    |
| 愛知県   | 愛知学泉大学 76 - 54 安城学園高等学校    |
| 三重県   | 県立四日市商業高等学校 86 - 72 VEST      |
| 滋賀県   | 滋賀銀行 108 - 54 びわこ成蹊スポーツ大学 |
| 京都府   | 立命館大学 77 - 63 京都精華学園高校      |
| 大阪府   | 大阪人間科学大学 89 - 80 大阪体育大学    |
| 兵庫県   | OTCくきや 71 - 50 関西学院大学           |
| 奈良県   | 奈良文化高校 78 - 72 天理大学            |
| 和歌山県 | 紀陽銀行 86 - 53 にゅうよーかー          |

| 都道府県 | 西日本エリア                                |
| -------- | ------------------------------------------- |
| 鳥取県   | 米子クラブ 75 - 56 鳥取城北高等学校         |
| 島根県   | クリスタルBBC 75 - 34 松江工業高等専門学校  |
| 岡山県   | ELEVEN 72 - 65 倉敷芸術科学大学             |
| 広島県   | 広島大学 78 - 58 県立広島観音高校           |
| 山口県   | 日立笠戸 77 - 39 エンジェル                 |
| 徳島県   | JOIN 91 - 42 文理クラブ                     |
| 香川県   | 明善クラブ 90 - 65 高松第一高校             |
| 愛媛県   | 今治オレンジブロッサム 99 - 49 らんずクラブ |
| 高知県   | 高知県立岡豊高等学校 76 - 31 高知教員       |
| 福岡県   | 日本経済大学 64 - 56 上田惠亮整形外科       |
| 佐賀県   | ひらまつ病院 81 - 50 LOVE PHOENIX           |
| 長崎県   | ストレッチ 85 - 55 鶴鳴学園長崎女子高校     |
| 熊本県   | 鶴屋百貨店 95 - 57 東海大九州               |
| 大分県   | Panthers 76 - 43 大分クラブ                 |
| 宮崎県   | 日ノ出ホルモン 84 - 80 小林高校             |
| 鹿児島県 | 鹿屋体育大学 87 - 39 鹿児島女子高校         |
| 沖縄県   | 那覇高校 71 - 50 名桜大学                   |

#### 2次ラウンド
東日本2回戦
- 岩手大学 46 - 124 白鷗大学
- 埼玉栄高校 77 - 61 富士スバル
- A-Bits 66 - 81 北翔大学
- 筑波大学 65 - 76 秋田銀行
- 福島大学 61 - 91 山梨学院大学

東日本3回戦
- 白鷗大学 80 - 63 松蔭大学
- 埼玉栄 65 - 77 QUEEN BEE
- 北翔大学 66 - 68 仙台大学
- 秋田銀行 65 - 55 山形銀行
- 山梨学院大学 62 - 95 東京医療保健大学

中日本2回戦
- 長野大学 52 - 89 立命館大学
- 北陸大学 58 - 89 紀陽銀行
- OTC 50 - 68 岐阜女子高等学校
- 県立四日市商業高等学校 56 - 60 奈良文化高等学校
- 滋賀銀行 53 - 68 愛知学泉大学

中日本3回戦
- 立命館大学 52 - 48 浜松開誠館高等学校
- 紀陽銀行 70 - 55 niko
- 岐阜女子高等学校 95 - 59 新潟医療福祉大学
- 奈良文化高等学校 50 - 90 大阪人間科学大学
- 愛知学泉大学 118 - 37 Rm.

西日本2回戦
- ひらまつ病院 72 - 55 ELEVEN
- 明善クラブ 80 - 67 JOIN
- 鹿屋体育大学 79 - 44 日ノ出ホルモン
- 日本経済大学 74 - 59 広島大学

- 高知県立岡豊高等学校 50 - 48 那覇高等学校
- 鶴屋百貨店 85 - 42 クリスタルBBC
- Panthers 53 - 61 米子クラブ

西日本3回戦
- ひらまつ病院 74 - 87 明善クラブ
- 鹿屋体育大学 62 - 70 日本経済大学
- 高知県立岡豊高等学校 61 - 64 ストレッチ
- 鶴屋百貨店 71 - 55 今治
- 米子クラブ 36 - 83 日立笠戸

#### 3次ラウンド
4回戦
- 立命館大学 60-108 愛知学泉大学
- 仙台大学 53-104 アイシン・エィ・ダブリュ ウィングス
- 秋田銀行 90-63 東京羽田ヴィッキーズ
- QUEEN BEE 72-79 山梨クィーンビーズ
- 日本経済大学 73-62 明善クラブ

- 大阪人間科学大学 70-58 日立笠戸
- 紀陽銀行 50-58 新潟アルビレックスBBラビッツ
- 岐阜女子高等学校 53-83 三菱電機コアラーズ
- 東京医療保健大学 45-47 日立ハイテク クーガーズ
- 白鷗大学 69-89 トヨタ紡織サンシャインラビッツ
- 鶴屋百貨店 109-62 ストレッチ

5回戦
- 愛知学泉大学 59-97 JX-ENEOSサンフラワーズ
- アイシン・エィ・ダブリュ 60-40 秋田銀行
- 山梨 61-98 富士通レッドウェーブ
- 日本経済大学 67-92 シャンソンVマジック

- 大阪人間科学大学 49-88 デンソーアイリス
- 新潟 51-80 三洋電機
- 日立 65-77 トヨタ紡織
- 鶴屋百貨店 48-107 トヨタ自動車アンテロープス

#### 4次ラウンド
準々決勝
| 1月5日 12：00 |

|  |

| JX-ENEOS 69, トヨタ紡織 44 |

| 1月5日 14：00 |

|  |

| アイシン 46, トヨタ自動車 75 |

| 1月5日 16：00 |

|  |

| シャンソン化粧品 66, 富士通 71 |

| 1月5日 18：00 |

|  |

| デンソー 68, 三菱電機 60 |

準決勝
| 1月6日 12:00 |

|  |

| JX-ENEOS 78, トヨタ自動車 52 |

| 1月6日 14:00 |

|  |

| 富士通 62, デンソー 76 |

決勝
| 1月7日 11:00 |

|  |

| JX-ENEOS 84, デンソー 62 |

## 個人賞

### MVP
男子
- ギャビン・エドワーズ（千葉№21・初受賞）

女子
- 宮澤夕貴（JX-ENEOS№52・初受賞）

### ベスト5
男子
- 西村文男（千葉№11・初受賞）
- ギャビン・エドワーズ（千葉№21・初受賞）
- 小野龍猛（千葉№34・2年連続2回目）
- ダニエル・オルトン（三河№3・初受賞）
- 比江島慎（三河№6・初受賞）

女子
- 渡嘉敷来夢（JX-ENEOS№10・8年連続8回目）
- 大崎佑圭（JX-ENEOS№0・2年ぶり3回目）
- 宮澤夕貴（JX-ENEOS№52・2年連続2回目）
- 髙田真希（デンソー№8・2年ぶり4回目）
- 赤穂さくら（デンソー№12・初受賞）